# Missionari dei Sacri Cuori di Gesù e Maria di Mallorca
I Missionari dei Sacri Cuori di Gesù e Maria (in latino Congregatio Missionariorum Sacrorum Cordium Iesu et Mariae) sono un istituto religioso maschile di diritto pontificio: i membri di questa congregazione clericale pospongono al loro nome la sigla M.SS.CC.

## Storia
La congregazione venne fondata dal sacerdote spagnolo Joaquín Rosselló i Ferrà (1833-1909): aspirando a una vita solitaria e maggiormente dedita alla contemplazione, si ritirò nell'eremo di Sant'Onorato, sul monte Randa (isola di Maiorca); l'eremo divenne presto una casa per gli esercizi spirituali del clero e attorno a Rosselló i Ferrà sorse spontaneamente una piccola comunità di sacerdoti.
Il 17 agosto 1890, dietro suggerimento di Jacinto María Cervera y Cervera, vescovo di Maiorca, il sodalizio si trasformò in congregazione religiosa: le regole redatte da Rosselló i Ferrà vennero approvate il 19 marzo 1891; l'istituto ricevette il pontificio decreto di lode il 6 maggio 1932 e venne approvato definitivamente dalla Santa Sede il 24 gennaio 1949.

## Attività e diffusione
I religiosi dell'istituto si dedicano all'educazione cristiana della gioventù, al ministero parrocchiale, alla predicazione delle missioni popolari e all'organizzazione dei ritiri spirituali. Ai tre voti comuni a tutti i religiosi, i Missionari dei Sacri Cuori aggiungono lo "speciale proposito" (in origine era un quarto voto) di diffondere la devozione ai Sacri Cuori di Gesù e Maria.
Sono presenti in Argentina, Repubblica Dominicana, Italia, Porto Rico, Ruanda, Spagna: la sede generalizia è a Madrid.
Al 31 dicembre 2005, la congregazione contava 27 case e 131 religiosi professi, 94 dei quali sacerdoti.